# Girls’ Generation
Girls’ Generation (Hangeul: 소녀시대; Hanja: 少女時代; rev. romanisiert: Sonyeo Sidae, auch: So Nyuh Shi Dae) ist eine südkoreanische Girlgroup der zweiten K-Pop-Generation aus acht jungen Frauen, die 2007 von S.M. Entertainment gegründet wurde und bisher mehr als 35 Millionen Tonträger weltweit verkaufte. Die Gruppe wird häufig auch GG, SNSD oder SoShi (소시) genannt, als Abkürzung für ihren englischen und koreanischen Namen. In Japan wird die Gruppe Shōjo Jidai (少女時代) genannt. Auch nach mehr als zehn Jahren im koreanischen Musikgeschäft gelten sie immer noch als "Nation’s Girl Group", ihr Erfolg wird von vielen Koreanern als einmalig beschrieben. Deshalb versuchen viele Talentagenturen ihre Gruppen nach Girls’ Generation zu orientieren und nehmen sie als Musterbeispiel. Der offizielle Fanclub-Name lautet So-One.
Seit 2012 gibt es die Untergruppe Girls’ Generation-TTS (TaeTiSeo), welche sich aus Taeyeon, Tiffany und Seohyun zusammensetzt. Ihre erste Single war Twinkle.
Am 5. September 2018 debütierte eine neue Untergruppe mit Taeyeon, Sunny, Hyoyeon, Yuri und Yoona genannt “Oh GG!”, mit ihrer Single “Lil’ touch”.

## Geschichte

### 2007–2008: Debüt und erstes Album
Im Juli 2007 wurden die neun Mitglieder von Girls’ Generation von S.M. Entertainment vorgestellt, beginnend mit Yoona am 6. Juli. An den darauffolgenden Tagen wurden nacheinander Tiffany, Yuri, Hyoyeon, Sooyoung, Seohyun, Taeyeon, Jessica und Sunny vorgestellt. Das älteste Mitglied, Taeyeon, wurde als Bandleader ausgewählt. Die Mitglieder waren zuvor alle schon Teil der Talentagentur S.M. Entertainment und wurden über mehrere Jahre in den Bereichen Singen, Tanzen und Schauspielerei ausgebildet und schließlich über einen Zeitraum von ungefähr zwei Jahren für die Gruppe gecastet. Auch während dieser Zeit vor ihrem Debüt waren einige Bandmitglieder bereits als Schauspielerinnen, Tänzerinnen, Models oder Moderatorinnen aktiv.
Am 5. August 2007 hatte die Band ihren ersten Auftritt in der Musiksendung Inkigayo mit ihrer Debüt-Single Dasi Mannan Segye („다시 만난 세계“, „Into the New World“). Die Single, die am 2. August 2007 in Südkorea erschien, verkaufte sich über 70.000 Mal. Neben dem Lied „Into the New World“ enthielt die Single auch noch die Titel „Beginning“ und „소원“ („Sowon“), der später für ihr erstes Album Girls’ Generation in „Honey“ umbenannt wurde; in Anlehnung an den ursprünglichen Songtitel heißt der offizielle Fanclub der Band S♡NE (소원, sowon). „Beginning“ wurde von dem schwedischen Songwriting-Team Vacuum geschrieben. Des Weiteren enthält die Single eine Instrumental-Version von „Into the New World“. Schon zuvor, am 27. Juli 2007, startete ein Bandtagebuch des Senders Mnet mit dem Titel Sonyeo Hakgyoe Gada (소녀 학교에 가다, Mädchen gehen zur Schule). Auch der Sender MTV Korea widmete der Gruppe eine Sendereihe.
Nach einer kurzen Pause erschien am 1. November 2007 das erste Album der Gruppe mit dem Titel Girls’ Generation. Das erste Lied „소녀시대“ („Sonyeosidae“, „Girls’ Generation“), zu dem auch ein Musikvideo produziert wurde, ist ein Cover von Lee Seung-cheols gleichnamigen Hit aus dem Jahr 1989. Das Album wurde ein großer Erfolg und verkaufte sich über 120.000 Mal und erreichte somit Platz 7 der südkoreanischen Jahrescharts. Anfang 2008 begann die Gruppe ihre zweite Single „Kissing You“ zu promoten.
Am 13. März 2008 wurde ihr erstes Album unter dem Titel Baby Baby mit drei neuen Liedern wiederveröffentlicht. Eine EP von Jessica, Tiffany und Seohyun wurde im April 2008 unter dem Titel Roommate veröffentlicht.

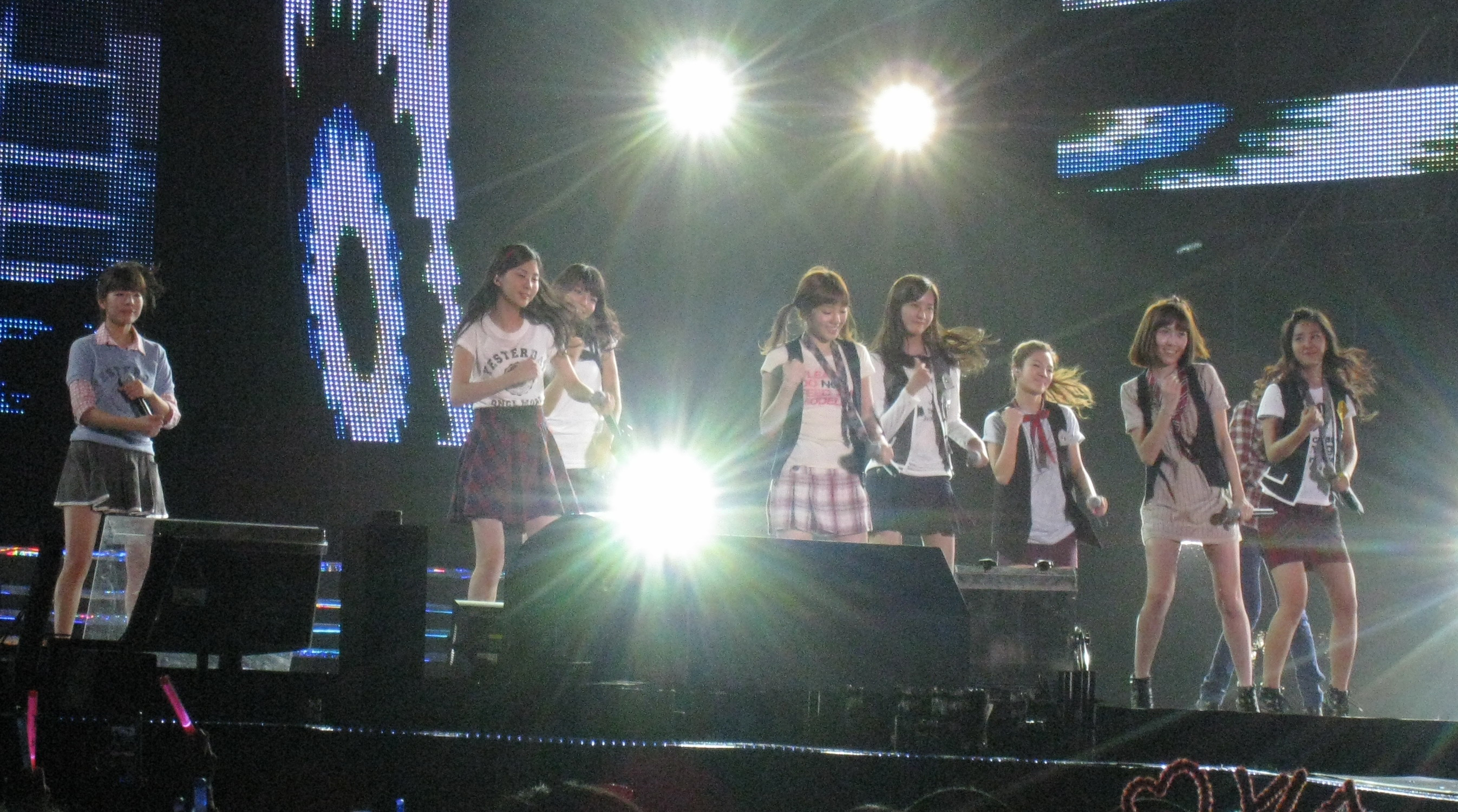
Girls’ Generation bei einem Live-Auftritt in Bangkok

Die Gruppe trat erstmals am 17. Mai 2008 beim Korean Music Festival in Los Angeles auch außerhalb Koreas auf. Im August 2008 ging die Band zusammen mit BoA, TVXQ, Super Junior und weiteren Künstlern der Plattenfirma S.M. Entertainment auf Tournee. Konzerte fanden in Südkorea, Thailand und China statt.
Während des Dream Concerts am 7. Juni 2008 veranstalteten verschiedene fremde Fanclubs, unter anderem E.L.F. (Super Junior), Cassiopeia (TVXQ) und Triple S (SS501) einen stillen Protest, indem sie ihre Leuchtstäbe ausschalteten, als Girls’ Generation auftraten. In den südkoreanischen Medien wurde dieser Streit unter den Fanclubs kritisiert. Auch die Sängerin und Schauspielerin Nam Gyu-ri forderte eine Veränderung in der südkoreanischen Fankultur und unterstützte Girls’ Generation.
Im Oktober 2008 begann auf Mnet die Ausstrahlung einer Reality-Soap-Opera namens Factory Girl („소녀시대의 팩토리 걸“). Die Sendung widmet sich der Gruppe Girls’ Generation, indem die Mitglieder für das Modemagazin Elle Girl arbeiten.
Die Gruppe nahm sich erstmal eine Auszeit von der Musikszene und traten dafür in vielen Sendungen auf und in der Werbung, z. B. für MapleStory und Mabinogi.

### 2009:Gee,Sowoneul Malhaebwaund Beginn der ersten Asientournee
Am 7. Januar 2009 kehrte die Gruppe mit ihrer ersten EP The First Mini Album – Gee zurück. Gleichzeitig erschien auch das Musikvideo zu „Gee“. Die Downloadversion erreichte sofort die Spitzenposition der Downloadcharts.
Die Band trat mit „Gee“ in mehreren Musiksendungen auf und erreichte den ersten Platz in allen wichtigen Musikcharts. „Gee“ war neun Wochen in Folge die Nummer 1 der Musiksendung „Music Bank“ des Senders KBS und erreichte somit einen Rekord, den kein Lied zuvor geschafft hatte. In der Halbjahressondersendung von Music Bank erhielt die Gruppe für „Gee“ den Preis für das erfolgreichste Lied.
Außerhalb ihrer musikalischen Aktivitäten hatte die Band 2009 drei eigene Fernsehserien mit unterschiedlichem Erfolg. Am 3. Mai 2009 startete ihre neue Reality-Soap „소녀시대의 공포영화 제작소“ (Girls’ Generation’s Horror Movie Factory) auf MBC. Aufgrund schlechter Wertungen der Zuschauer wurde diese Sendung nach bereits sechs Episoden abgesetzt. Ersetzt wurde die Sendung durch eine andere Girls’-Generation-Reality-Sendung mit dem Titel „Himnae-ra Him (Cheer Up!)“, in der die Mädchen hart arbeitende Menschen inmitten wirtschaftlicher Rezession aufmuntern. Die Sendung wurde schon nach zwei Folgen abgesetzt, da die Sängerinnen mit der Veröffentlichung ihres zweiten Mini-Albums beschäftigt waren. Am 23. Juni 2009 startete die Sendung „소녀시대의 헬로 베이비“ (Hello Baby) auf KBS Joy, in der die Gruppe sich um ein Kind kümmert und erfährt, wie es ist, eine Mutter zu sein. Sie kümmern sich um den Jungen Jo Gyeong-san (조경산). Aufgrund ihrer hohen Popularität wurde die Sendung auf 22 Episoden erweitert.

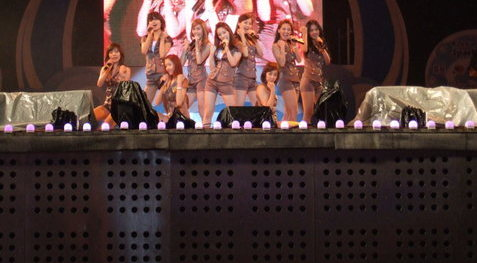
Girls’ Generation bei einem Auftritt mit „Sowoneul Malhaebwa (Genie)“

Die zweite EP Sowoneul Malhaebwa (Genie) (소원을 말해봐, zu deutsch etwa „nenn mir deinen Wunsch“) erschien am 29. Juni 2009 mit viertägiger Verspätung. Da das japanische Kampfflugzeug des Typs A6M auf dem Cover zu sehen war, das im Zweiten Weltkrieg als Kamikaze-Flieger eingesetzt wurde, entschloss sich S.M. Entertainment dazu, das Cover zu überarbeiten. Im Musikvideo zu „Sowoneul Malhaebwa“ erscheinen die neun Mitglieder in Marine-Uniformen.

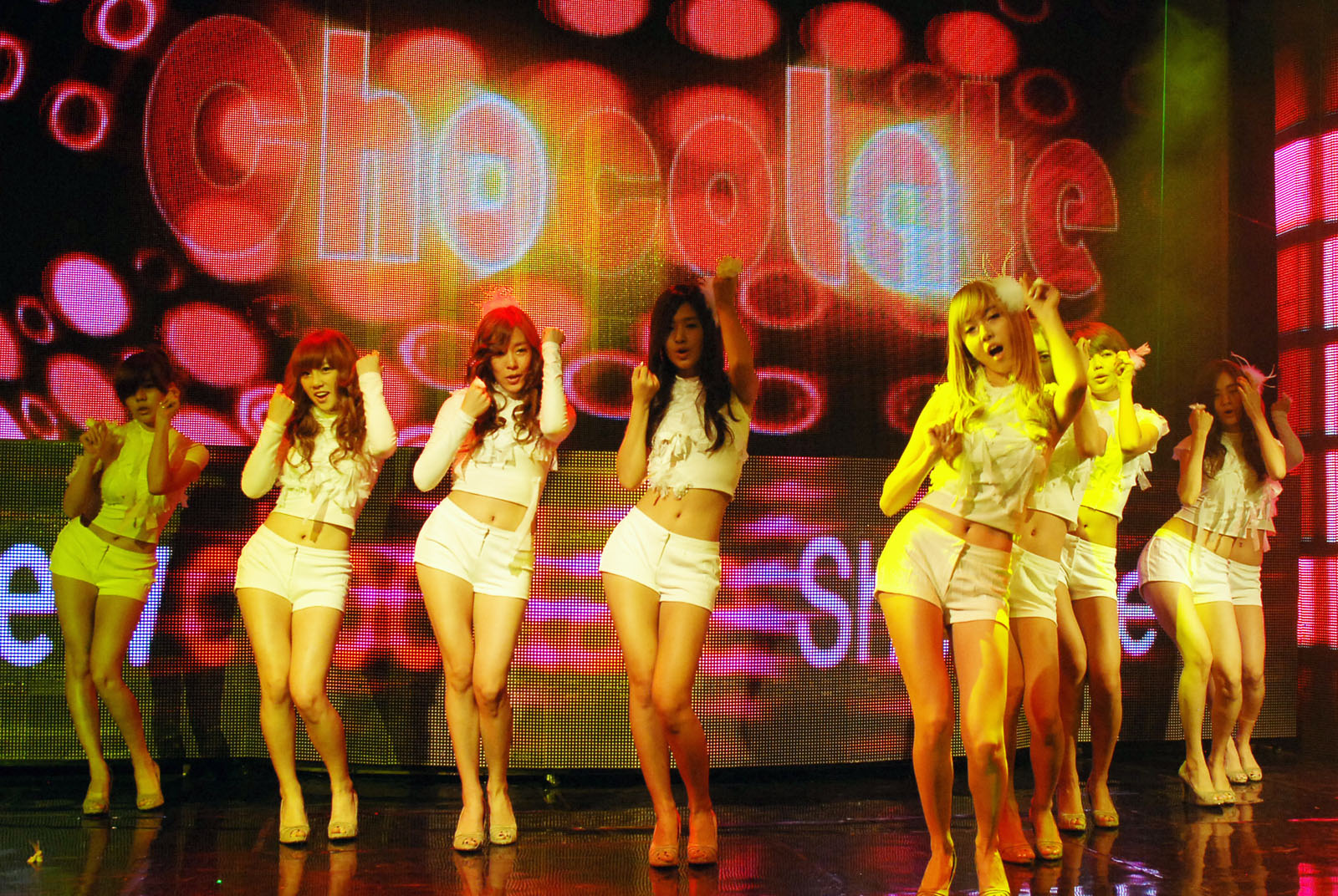
Girls’ Generation bei einem Auftritt mit „Chocolate Love“

Am 7. Oktober 2009 veröffentlichten Girls’ Generation und f(x) eine Download-Single namens „Chocolate Love“ als Werbung für die vierte Version des LG Cyon new chocolate. Girls’ Generation sang die „Retro-Pop-Version“ des Lieds, während f(x) die „Electronic-Pop-Version“ sang.
Als der Kartenvorverkauf für ihre erste Asientournee startete, waren die 12.000 Karten für ihre Konzerte in Seoul (19./20. Dezember 2009) innerhalb von drei Minuten ausverkauft. Die Tournee trägt den Titel Into the new world, so wie auch ihre Debütsingle, und startete am 19. Dezember 2009 mit ihrem Konzert in Seoul.

### 2010:Oh!Run Devil Run, Debüt in Japan undHoot
Anfang Januar 2010 gab S.M. Entertainment bekannt, dass die Gruppe erstmal eine Pause machen werde und im Februar 2010 mit einem neuen Studio-Album zurückkehren würde. Schließlich erschien das Album Oh! jedoch am 28. Januar 2010. Das Album und das gleichnamige Titellied „Oh!“ stürmten auf Anhieb die südkoreanischen Charts. Außerdem gaben die Mädchen am 27. und 28. Februar zwei Zugabekonzerte ihrer Asientournee in Seoul.
Am 17. März 2010 erschien die Single „Run Devil Run“ zum Download, die prompt den ersten Platz der koreanischen Online-Musikcharts erreichte. Mit dem neuen Lied bestritt die Gruppe einen neuen, erwachseneren Weg.
2010 wurde die Gruppe erstmals bei den Korean Music Awards berücksichtigt. So wurde am 30. März 2010 „Gee“ als Lied des Jahres ausgezeichnet. Zudem wurden Girls’ Generation von Südkoreas Netzbürgern zur Besten Musikgruppe gewählt.
Das erste Konzert ihrer Asientournee Into the new world außerhalb Südkoreas hielt die Gruppe am 17. April 2010 in Shanghai.
Am 7. Juni 2010 erschien das Fotobuch So Nyeo (in Tokyo) (少女). Neben den Fotos der neun Mädchen, die in Tokio geschossen wurden, liegt dem Buch eine DVD mit einem Making-of bei. Das Fotobuch wurde über 35.000-mal vorbestellt. Vier Tage später, am 11. Juni 2010, wurde bekanntgegeben, dass die Gruppe in Japan debütieren werde. Dafür lernten alle Mitglieder die japanische Sprache.
Im August 2010 starteten Girls’ Generation mit ihren Aktivitäten in Japan, beginnend am 11. August mit der Veröffentlichung der DVD New Beginning of Girls’ Generation (少女時代到来～初来日記念盤~, Shōjo Jidai Tōrai – Hatsurainichi Kinenban; dt. etwa: „Girls’ Generations Ankunft – Andenkens-CD ihres ersten Mals in Japan“), die sieben Musikvideos und weitere Bonus-Materialien beinhaltet. Die DVD erreichte Platz 4 der Oricon-DVD-Charts, womit Girls’ Generation die erste K-Pop-Mädchengruppe ist, die es unter die ersten 5 schaffte. Das große Debüt-Event in Japan fand am 25. August im Tokio Ariake Coliseum vor 22.000 Gästen statt. Für ihre Veröffentlichungen in Japan stehen Girls’ Generation bei Nayutawave Records unter Vertrag, einem Tochterlabel von Universal Music Japan. Am 8. September 2010 erschien ihre japanische Debüt-Single „Genie“ in Japan und Südkorea. „Genie“ ist die japanische Version des Hits „Sowoneul Malhaebwa“. Die Single enthält beide Versionen. Die Single stieg direkt auf Platz vier der Oricon-Charts ein mit 45.000 verkauften Kopien in der ersten Woche. Bis Ende Oktober wurden mehr als 100.000 Einheiten der Single verkauft, weshalb es von der Recording Industry Association of Japan mit dem Gold-Status ausgezeichnet wurde.
Am 20. Oktober 2010 erschien Girls’ Generations zweite japanische Single „Gee“, nachdem das Musikvideo bereits am 6. Oktober veröffentlicht wurde. Die Single stieg direkt auf Platz 2 in die japanischen Oricon-Charts ein. Nach drei Wochen erhielt auch „Gee“ den Gold-Status der RIAJ.
Das dritte Mini-Album der Gruppe erschien am 27. Oktober 2010 und trägt den Titel Hoot. Die EP enthält fünf verschiedene Musiktitel, unter anderem „Mistake“, dessen Text von Yuri stammt. Das Lied „Hoot“ und wurde bereits am 25. Oktober über diverse Musikportale veröffentlicht und stieg direkt auf Platz 1 der südkoreanischen Gaon Charts ein. Das Mini-Album erreichte den dritten Platz der südkoreanischen Jahresverkaufscharts 2010 mit 163.066 abgesetzten Einheiten.
Am 1. November 2010 auf einer Pressekonferenz in Seoul, gaben Girls’ Generation und Kim Young-min, CEO von S.M. Entertainment, bekannt, dass sich die Gruppe zukünftig weiter auf den asiatischen Musikmarkt fokussieren werde. Aufgrund des aktuellen Erfolgs in Japan wird die Gruppe als „Sturmspitze“ der sogenannten zweiten Koreanischen Welle angesehen.
Am 9. Dezember 2010 erhielt die Gruppe drei Auszeichnungen bei den prestigeträchtigen Golden Disk Awards. So wurde ihr Album Oh! mit dem Preis des besten Albums des Jahres ausgezeichnet und die Gruppe selber erhielt den Popularitätspreis. Der Status als beliebteste Gruppe in Südkorea im Jahr wird auch durch eine am 21. Dezember 2010 von Gallup Korea veröffentlichten Umfrage unterstrichen, laut welcher Girls’ Generation die populärsten Künstler des Jahres sind.

### 2011: „Mr. Taxi“, Japan-Tournee und erstes japanisches AlbumGirls’ GenerationundThe Boys
Am 5. Januar 2011 bei den 25. Gold Disc Awards, den kommerziell bedeutendsten Preis der japanischen Musikindustrie, erhielten Girls’ Generation die Auszeichnung für den Besten Newcomer. Bei den 20. High1 Seoul Music Awards am 20. Januar 2011 gewannen Girls’ Generation vier Preise, darunter den Großen Preis (Daesang). Damit ist die Gruppe die erste Girlgroup, die diese Auszeichnung zweimal in Folge gewinnen konnte.
Die Zeitung Asia Today führt Girls’ Generation in der Liste der einflussreichsten Menschen Südkoreas 2011 auf Rang 44. Zudem wurde die Band von südkoreanischen Musikexperten als Beste Idolgruppe des Jahrzehnts gewählt. Außerdem hatten Girls’ Generation einen Cameo-Auftritt in einer Folge der japanischen Fernsehserie Sazae-san 3, die seit 1969 auf Fuji TV läuft. Sie sind die ersten ausländischen Stars, die in der Sendung einen kurzen Auftritt hatten.
Am 8. Februar 2011 erschien das Fotobuch All About Girls’ Generation: Paradise in Phuket.
Laut einer Umfrage von Forbes Korea sind Girls’ Generation aktuell die populärsten Stars Südkoreas.
Am 27. April 2011 erschien ihre japanische Single „MR.TAXI / Run Devil Run“.
Am 31. Mai 2011 begann die Japan-Tournee der Gruppe, die Arena Tour 2011. Einen Tag später, am 1. Juni, erschien ihr erstes gleichnamiges japanisches Album, Girls’ Generation. Dieses wird im Zuge der Tournee präsentiert, die am 18. Juli endete. Insgesamt hatte die Tournee 140.000 Besucher.
Am 10. und 11. Juni 2011 fanden im Zénith in Paris zwei Konzerte der SMTown Live ’10 World Tour statt, an dem auch Girls’ Generation, neben anderen Künstlern von S.M. Entertainment, teilnahmen. Es war damit der erste Auftritt der Gruppe in Europa. Beide Konzerte in der Arena, die 7000 Zuschauer fassen kann, waren ausverkauft.
Am 23. Juli startete die Gruppe in Seoul ihre 2. Asientournee. Kurz vor Tourneebeginn wurde ihre offizielle Facebook-Seite eingerichtet über die von den Konzerten berichtet wurde.
Um Oktober unterzeichneten Girls’ Generation einen Plattenvertrag mit Universal Music in den USA über deren Label Interscope Records, als auch in Frankreich. Im Oktober traten sie im Madison Square Garden auf und am 12. November 2011 folgte das K-Pop Music Fest im ANZ Stadium in Sydney. Dies war ihr erster Auftritt in Australien.
Girls’ Generation sang am 14. August 2011 zum Abschluss des Summer Sonic, dem größten japanischen Musikfestival.
Am 19. Oktober 2011 erschien ihr drittes koreanisches Album The Boys. Das gleichnamige Titellied stammt von dem amerikanischen Liedschreiber Teddy Riley. Das Album wurde über iTunes weltweit veröffentlicht. Die Gruppe war mit „The Boys“ erneut sehr erfolgreich und erreichte mit dem Lied bisher sechsmal in Folge den ersten Platz bei KBS Music Bank. Am 29. November wurde die Gruppe bei den Mnet Asian Music Awards mit den Preisen für den besten Künstler und die beste weibliche Gruppe ausgezeichnet. Bereits am 9. Dezember 2011 wird The Boys unter dem Titel Mr. Taxi neuveröffentlicht. Die koreanische Version von „Mr. Taxi“ wird das Titellied des Albums sein.

### 2012: Schauspielaktivitäten und TaeTiSeo
2012 spielten die Mitglieder Yoona, Sooyoung und Yuri die Hauptrollen in verschiedenen koreanischen Fernsehdramen, sie und andere Mitglieder hatten außerdem auch verschiedene Gastrollen und Cameo-Auftritte.
Am 31. Januar 2012 trat die Gruppe erstmals in einer amerikanischen Late-Night-Show auf. Sie waren zu Gast in der Late Show with David Letterman. Am darauffolgenden Tag war die Gruppe zum Interview bei LIVE! with Kelly des Fernsehsenders ABC.
Nachdem es bereits zuvor Gerüchte gab, kündigte SM Entertainment im April die Sub-Unit Girls’ Generation – TaeTiSeo an. Die Gruppierung besteht aus den drei Mitgliedern Taeyeon, Tiffany und Seohyun. Die EP der Gruppe mit dem Titel Twinkle wurde am 2. Mai 2012 veröffentlicht. Sie erreichte Platz 126 der Billboard 200, die zu diesem Zeitpunkt höchste Chartplatzierung einer K-Pop-Gruppe überhaupt. SM Entertainment plant für die Zukunft, dass sich die Mitglieder der Sub-Unit je nach Konzept ändern.

### 2013:I Got a Boyund zweite Japan-Tournee
Am 1. Januar 2013 wurde das sechste Album von Girls’ Generation I Got a Boy veröffentlicht. Anfang 2013 fand mit der Girls & Peace Japan 2nd Tour ihre zweite Japan-Tournee statt. Sie umfasste 20 Konzerte in sieben Städten, begann am 9. Februar 2013 in Kōbe und endete am 21. April 2013 in Osaka. Die Tournee diente auch der Promotion ihres zweiten japanischsprachigen Albums Girls & Peace, welches am 28. Oktober 2012 erschienen war. Die Konzerte hatten zusammen 200.000 Besucher. Im Gegensatz zur auf die Japan-Tournee folgende Girls & Peace World Tour waren diese Konzerte noch ohne 3D-Hologramm-Projektionen. Am 18. September 2013 erschien eine DVD und Blu-ray Disc zur Japan-Tournee, die auf Platz 1 in die Oricon Weekly Charts einstieg.

### 2014: Mr.Mr. und Jessicas Ausstieg
Im Februar 2014 veröffentlichten Girls’ Generation ihr viertes Mini-Album Mr.Mr.
Am 30. September 2014 verkündete SM Entertainment, dass Jessica nicht weiter ein Teil der Gruppe Girls’ Generation sei.

### 2015:Catch Me if You CanundLion Heart
Im März 2015 kündigte die nun achtköpfige Gruppe ihre nächste Single Catch Me If You Can an. Sie wurde am 10. April veröffentlicht. Auf der Single ist ein weiterer Titel Girls enthalten.
Am 12. August wurde das fünfte Studio-Album Lion Heart angekündigt. Am 18. August 2015 erschienen die ersten sechs Titel, inklusive der Single Lion Heart. Zwölf Stunden später wurden dann weitere sechs Titel des Albums veröffentlicht, mit der zweiten Single des Albums You Think.

### 2017: 10-jähriges Jubiläum mitHoliday Night
Im August 2017 veröffentlichten SNSD im Zuge ihres 10-jährigen Bandjubiläums ihr sechstes Studioalbum Holiday Night. Sowohl das Album als auch die beiden Single-Auskopplungen Holiday und All Night wurden am 04.08. veröffentlicht, wobei das Musikvideo von All Night zunächst in einer "Documentary Version" erschien, welche Interviews mit dem Bandmitgliedern und Videomitschnitte der letzten zehn Jahre enthielt.
Das Album wurde überwiegend positiv aufgenommen und erreichte in der ersten Woche Platz 1 der iTunes-Charts in 18 verschiedenen Ländern, darunter Australien und Neuseeland.
Am 9. Oktober 2017, zwei Monate nach dem 10. Jubiläum, wurde bekannt gegeben, dass die Mitglieder Tiffany, Sooyoung und Seohyun ihre Verträge mit SM Entertainment nicht verlängern.

### 2018: Neue Sub-Unit Oh!GG und neue Reality Show Girls For Rest
Am 26. August 2018 wurde die neue Sub-Unit bestehend aus Taeyeon, Yuri, Yoona, Hyoyeon und Sunny von SM Entertainment vorgestellt. Am 5. September 2018 erschien das erste Mini-Album der Gruppe, bestehend aus den zwei Songs Lil Touch und Fermata. Die Reality-Show Girls For Rest, die auch von den fünf Mitgliedern handelt, wurde am selben Tag angekündigt und erstmals am 3. September 2018 ausgestrahlt.

## Konzept und Marketing
Für jedes Titellied einer Single, einer EP oder eines Albums widmet sich die Gruppe einem anderen Konzept. Dieses kommt im Zusammenspiel des Liedes und des zugehörigen Tanzes zum Ausdruck, sowie die Kleidung, welche die Mädchen tragen. Die einzelnen Musiktitel eines Albums werden nicht ausgekoppelt, sondern es erscheint ein Musikvideo zu den Liedern, die beworben werden. Zudem veröffentlicht S.M. Entertainment regelmäßig Merchandise-Produkte, wie Kalender, Poster, Sammelalben, Anhänger etc. Für weitere Werbezwecke werden auch iPhone-Apps passend zu den Alben veröffentlicht.
Zudem nutzt S.M. Entertainment auch virales Marketing, um Girls’ Generation international bekannt zu machen. So werden die Musikvideos sowie weitere Teaser auf YouTube veröffentlicht und verbreiten sich dann weltweit durch das Internet.
Ein oftmals angeführter Kritikpunkt an der Musik von Girls’ Generation ist, dass der Stil US-amerikanisch sei und sie keine eigene Identität hätten. Die Gruppe sei jedoch sehr international, da die Liedschreiber bspw. aus Südkorea, Japan, Amerika oder Europa kommen.
Girls’ Generation ist mittlerweile ein Vorbild für viele Geschäftsunternehmen Südkoreas. Nach Berichten der Chosun Ilbo sollten Wirtschaftsunternehmen sich zukünftig an den Management-Strategien der Gruppe und der Talentagentur S.M. Entertainment orientieren.
Das japanische Magazin Nikkei Business führte den internationalen Erfolg von Girls’ Generation auf den Professionalismus zurück, und darauf, dass die Mitglieder der Gruppe mehrere Sprachen beherrschen; die Gruppe repräsentiere den wirtschaftlichen Aufstieg Südkoreas. Nach Susumu Machida von Nayutawave Records sind auch die Choreografien und das Tanz-Talent der Gruppe ausschlaggebend für den Erfolg in Japan.
Im Jahr 2012 waren die Mädchen Werbeträger für die „3D TV Entertainment“-Geräteserien von LG Electronics, welche die Kampagne weltweit betrieb. Allein hierdurch gewann die Gruppe zunehmend an internationaler Bekanntheit. Man sah sie zu der Zeit in so gut wie jedem Unterhaltungselektronikgroßmarkt.

## Mitglieder
| Name                 | Geburtsname                       | Geburtstag (Alter)      | Geburtsort    | Position                        |
| -------------------- | --------------------------------- | ----------------------- | ------------- | ------------------------------- |
| Taeyeon 태연         | Kim Tae-yeon 김태연               | 9. März 1989 (36)       | Jeonju        | Team leader Main Vocal          |
| Sunny 써니           | Lee Soon-kyu 이순규               | 15. Mai 1989 (36)       | Los Angeles   | Lead Vocal, Sub Rap             |
| Tiffany 티파니       | Stephanie Young Hwang 스테파니 황 | 1. August 1989 (35)     | San Francisco | Lead Vocal, Sub Rap             |
| Hyoyeon 효연         | Kim Hyo-yeon 김효연               | 22. September 1989 (35) | Incheon       | Sub Vocal, Main Dance, Main Rap |
| Yuri 유리            | Kwon Yu-ri 권유리                 | 5. Dezember 1989 (35)   | Goyang        | Sub Vocal, Main Dance, Lead Rap |
| Sooyoung 수영        | Choi Soo-young 최수영             | 10. Februar 1990 (35)   | Gwangju       | Sub Vocal, Lead Dance, Lead Rap |
| Yoona 윤아           | Im Yoon-a 임윤아                  | 30. Mai 1990 (34)       | Seoul         | Sub Vocal, Lead Dance, Lead Rap |
| Seohyun 서현         | Seo Joo-hyun 서주현               | 28. Juni 1991 (33)      | Seoul         | Lead Vocal                      |
| Ehemalige Mitglieder |                                   |                         |               |                                 |
| Jessica 제시카       | Jessica Jung 제시카 정            | 18. April 1989 (36)     | San Francisco | Main Vocal                      |

## Diskografie
Studioalben

| Jahr                       | Titel                                          | Höchstplatzierung, Gesamtwochen, AuszeichnungChartplatzierungen (Jahr, Titel, Platzierungen, Wochen, Auszeichnungen, Anmerkungen) | Höchstplatzierung, Gesamtwochen, AuszeichnungChartplatzierungen (Jahr, Titel, Platzierungen, Wochen, Auszeichnungen, Anmerkungen) | Anmerkungen |
| Jahr                       | Titel                                          | KR | JP | Anmerkungen |
| -------------------------- | ---------------------------------------------- | --- | --- | --- |
| Südkoreanische Studioalben |                                                | | | |
|                            |                                                | | | |
| 2007                       | Girls’ Generation                              | KR1 a (136 Wo.)KR | — | Erstveröffentlichung: 1. November 2007 Verkäufe KR: + 206.047                                                                        |
| 2008                       | Baby Baby                                      | KR11 (89 Wo.)KR | — | Erstveröffentlichung: 13. März 2008; Wiederveröffentlichung von Girls’ Generation Chartplatzierungen ab 2010; Verkäufe KR: + 102.034 |
| 2010                       | Oh!                                            | KR1 (150 Wo.)KR | — | Erstveröffentlichung: 28. Januar 2010 Verkäufe KR: + 418.162                                                                         |
| 2010                       | Run Devil Run                                  | KR1 (105 Wo.)KR | — | Erstveröffentlichung: 22. März 2010 Wiederveröffentlichung von Oh!; Verkäufe KR: + 191.779                                           |
| 2011                       | The Boys                                       | KR1 (177 Wo.)KR | JP2 (26 Wo.)JP | Erstveröffentlichung: 19. Oktober 2011 Verkäufe KR: + 418.162; US: + 1000                                                            |
| 2013                       | I Got a Boy                                    | KR1 (126 Wo.)KR | JP7 (17 Wo.)JP | Erstveröffentlichung: 1. Januar 2013 Verkäufe KR: + 310.757; US: + 3000                                                              |
| 2016                       | Lion Heart                                     | KR1 (74 Wo.)KR | — | Erstveröffentlichung: 19. August 2016 Verkäufe KR: + 154.636; US: + 1000                                                             |
| 2017                       | Holiday Night                                  | KR2 (18 Wo.)KR | — | Erstveröffentlichung: 4. August 2017 Verkäufe KR: + 167.638; US: + 2000                                                              |
| 2022                       | Forever 1                                      | KR2 Platin · (6 Wo.)KR | — | Erstveröffentlichung: 5. August 2022 Verkäufe KR: + 288.567                                                                          |
| Japanische Studioalben     |                                                | | | |
|                            |                                                | | | |
| 2011                       | Girls’ Generation                              | — | JP1 Diamant · (83 Wo.)JP | Erstveröffentlichung: 1. Juni 2011 Verkäufe JP: + 1.000.000; KR: + 11.937                                                            |
| 2011                       | Re:package Album "Girls Generation" ~The Boys~ | — | — | Erstveröffentlichung: 28. Dezember 2011 Wiederveröffentlichung von Girls’ Generation und The Boys                                    |
| 2012                       | Girls & Peace                                  | — | JP3 Platin · (30 Wo.)JP | Erstveröffentlichung: 28. November 2012 Verkäufe JP: + 250.000; KR: + 1600                                                           |
| 2013                       | Love & Peace                                   | — | JP1 Gold · (23 Wo.)JP | Erstveröffentlichung: 10. Dezember 2013 Verkäufe JP: + 170.898; KR: + 1700                                                           |

## Fernsehen
Die Gruppe hatte einige eigene Fernsehsendungen.
- 2007: Sonyeo Hakgyoe Gada (소녀 학교에 가다)
- 2007: MTV Girls’ Generation
- 2008: Factory Girl
- 2009: Girls’ Generation’s Horror Movie Factory
- 2009: Himnae-ra-him!/Cheer Up!
- 2009: Hello Baby
- 2010: Right Now It’s Girls’ Generation
- seit 2011: Girls’ Generation and Dangerous Boys (소녀시대와 위험한 소년들)

## Fotobücher
- So Nyeo (in Tokyo) (少女; 7. Juni 2010)
- All About Girls’ Generation: Paradise in Phuket (8. Februar 2011)
- Holiday (30. November 2011)

## Auszeichnungen
Nach dem Guinness-Buch der Rekorde 2018 ist Girls’ Generation Weltrekordhalter für die meistgewonnenen Auszeichnungen, insgesamt 13, bei den Melon Music Awards.